# Aulestad

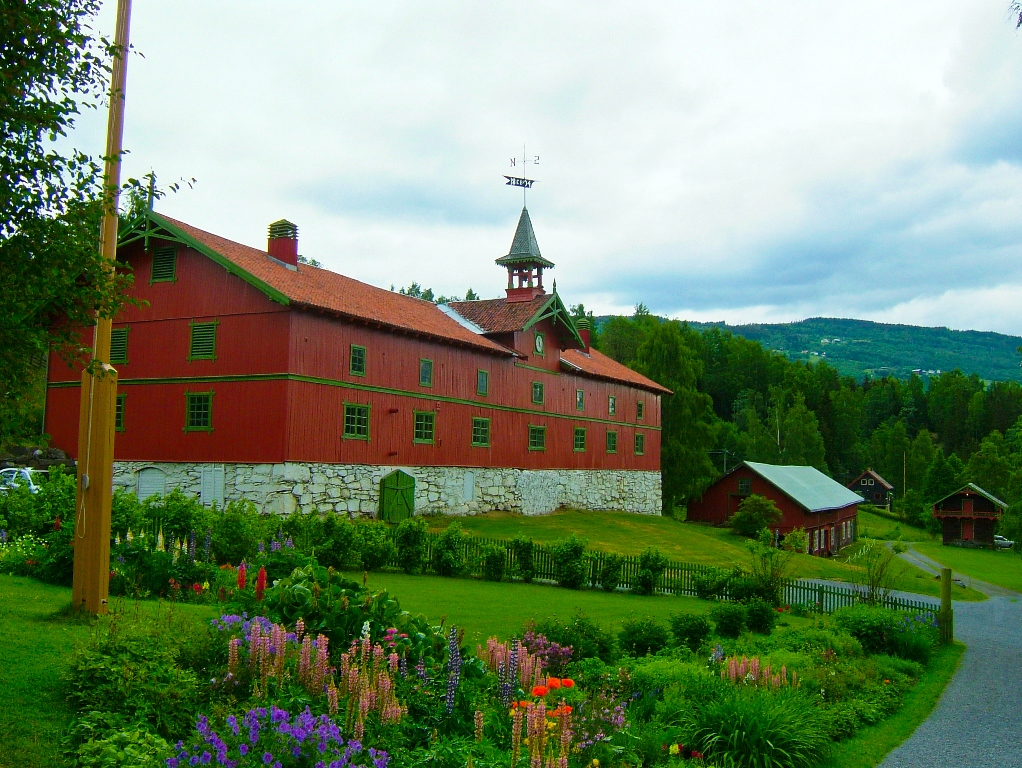
Stodoła w gospodarstwie Aulestad

Aulestad – gospodarstwo i muzeum w norweskiej wsi Follebu, w okręgu Oppland.
Gospodarstwo znane jest powszechnie jako majątek rodzinny Karoline i Bjørnstjerne Bjørnsonów, którzy zakupili je w roku 1874. Dzisiaj znajduje się tu muzeum z pamiątkami po pisarzu. Cały zespół muzealny składa się z sześciu budynków, które gruntownie odrestaurowano w roku 2010, w stulecie śmierci Bjørnsona.